# Ateles fusciceps rufiventris
O macaco-aranha-da-colômbia é uma subespécie de Ateles fusciceps encontrado na Colômbia e Panamá.